# François Jauffret
François Jauffret (Bordeaux, 4 febbraio 1942) è un ex tennista francese.

## Carriera
Ha vinto due titoli in singolare su cinque finali raggiunte mentre nel doppio ha vinto sette tornei su dodici finali giocate.
Negli Slam ottiene i risultati migliori al Roland Garros, si ferma infatti in semifinale nel 1966 quando viene sconfitto da Tony Roche e nel 1974 quando è Manuel Orantes ad impedirgli l'accesso alla finale.
In Coppa Davis ha giocato settanta match con la squadra francese vincendone quarantasette.

## Statistiche

### Singolare

#### Vittorie (2)
| No. | Anno             | Torneo                         | Superficie  | Avversario in finale | Punteggio          |
| 1.  | 11 novembre 1969 | ATP Buenos Aires, Buenos Aires | Terra rossa | Željko Franulović    | 3-6, 6-2, 6-4, 6-3 |
| 2.  | 27 marzo 1977    | Cairo Open, Il Cairo           | Terra rossa | Frank Gebert         | 6–3, 7–5, 6–4      |

#### Finali perse (3)
| No. | Anno           | Torneo                      | Superficie  | Avversario in finale | Punteggio          |
| 1.  | 7 maggio 1971  | ATP Parigi, Parigi          | Terra rossa | Stan Smith           | 6-2, 6-4, 7-5      |
| 2.  | 19 maggio 1974 | BMW Open, Monaco di Baviera | Terra rossa | Jürgen Fassbender    | 6-2, 5-7, 6-1, 6-4 |
| 3.  | 9 marzo 1975   | Cairo Open, Il Cairo        | Terra rossa | Manuel Orantes       | 6–0, 4–6, 6–1, 6–3 |